# Devozione dei fiorentini alle reliquie di san Filippo
Devozione dei fiorentini alle reliquie di san Filippo è un affresco (386x380 cm) di Andrea del Sarto, datato al 1510 e conservato nel Chiostro dei Voti della basilica della Santissima Annunziata di Firenze.

## Storia
Vasari spiegò nelle Vite i termini dell'allogazione delle Storie di san Filippo Benizi ad Andrea del Sarto da parte dei padri serviti, con l'interessamento in particolare del sagrestano fra' Mariano dal Canto delle Macine, il quale arrivò a minacciare l'artista di offrire il prestigioso incarico al Franciabigio e a un compenso molto più basso. Le fonti d'archivio non hanno restituito documenti esatti circa gli affreschi, ma solo sulla preparazione delle pareti per la stesura della pittura.
La sequenza cronologica delle scene tradizionalmente inizia con la Punizione dei bestemmiatori e prosegue con la Liberazione di un'indemoniata, la Morte di san Filippo Benizi e resurrezione di un fanciullo,  la Devozione dei fiorentini alle reliquie di san Filippo e San Filippo risana un lebbroso, ma Freedberg fece una nuova proposta basata su motivi stilistici (l'allontanamento dalle forme alla Ghirlandaio), che ordina la Liberazione di un'indemoniata, la Guarigione del lebbroso, poi la Morte, la Devozione e la Punizione.
Shearman poi ritenne invece più probabile la datazione tradizionale.
La Devozione dei fiorentini alle reliquie di san Filippo è l'unico ad essere datato (1510), e di esso si conserva un disegno preparatorio al Gabinetto dei Disegni e delle Stampe degli Uffizi (n. 21707).

## Descrizione e stile

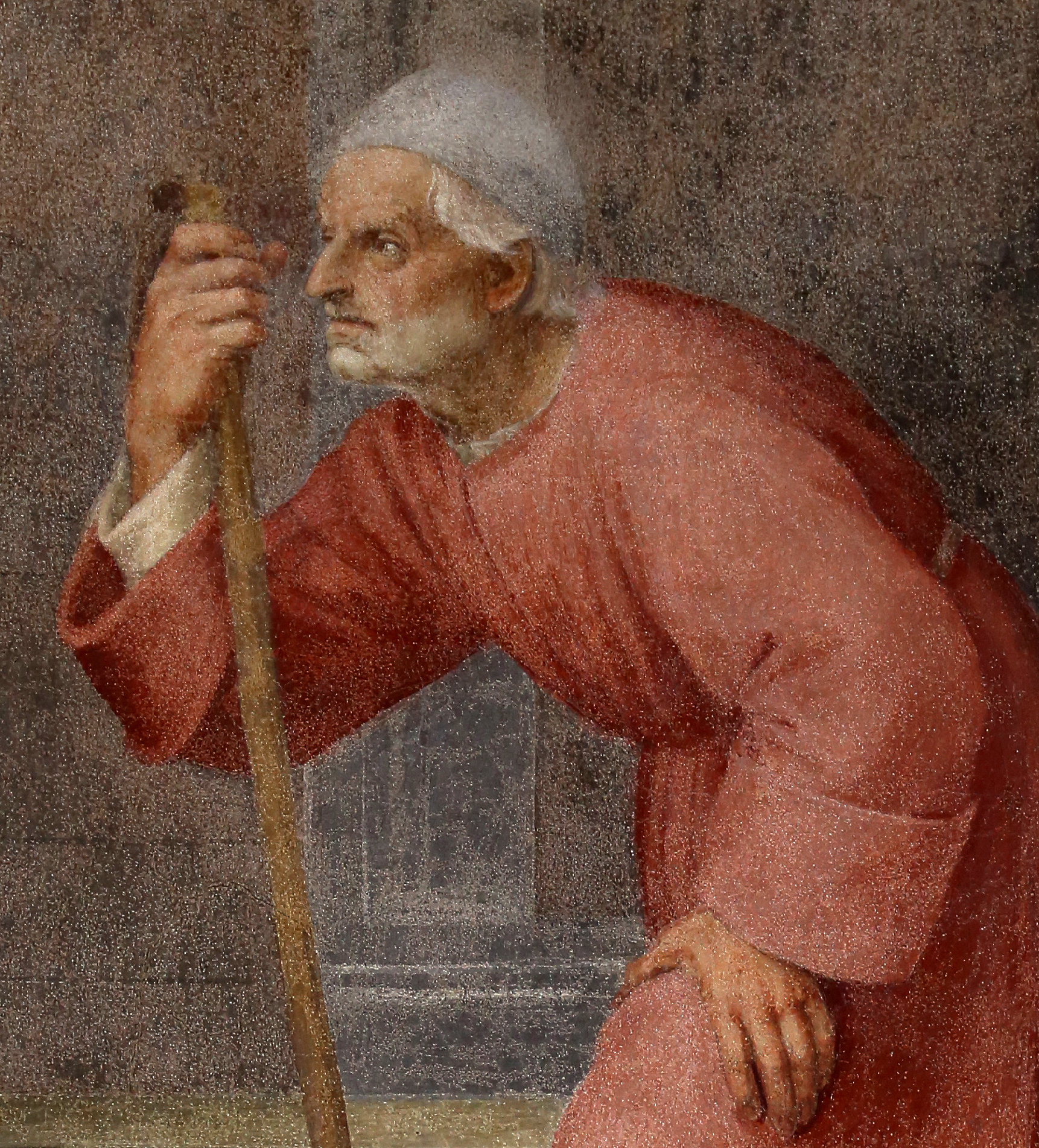
Il ritratto di Andrea della Robbia

«San Filippo è nella bara morto, et intorno è suoi frati lo piangono, aggiuntovi un putto morto anch'egli, che nel farli toccare la bara dove è San Filippo, risuscita», così Vasari descrisse questo affresco, che è ambientato in una grande scarsella di una chiesa, coperta da volta a botte e dalla fastosa decorazione all'antica. Un prete mostra le sacre reliquie a un gruppo di persone arrivate per venerarle, con dei bambini pronti a indossare le vesti del santo per ottenerne guarigione e benedizione.
Vi si possono cogliere molteplici spunti presi dal Ghirlandaio, come la citazione del nudo seduto sui gradini con la fiaschetta, presente anche nella Presentazione della Vergine al Tempio nella Cappella Tornabuoni.
Lo schema simmetrico delle figure che si avvicinano alla tomba poteva citare un episodio nella predella del Polittico Quaratesi di Gentile da Fabriano, mentre il vecchio che a destra si curva sul bastone ricorda un dettaglio nella predella della Pala Strozzi, la Presentazione al Tempio sempre di Gentile. Quest'ultimo personaggio, stando alla testimonianza di Vasari, sarebbe il ritratto di Andrea della Robbia, vicino a suo figlio Luca della Robbia il Giovane.
Notevole è l'armonizzazione dell'insieme, scandito dalle forme classiche dell'architettura, che si armonizzano con le vere colonne del chiostrino.